# نقص إنزيم لياز الأدينيلوسكسينات
نقص إنزيمِ لَيَّازِ الأدينيلوسكسيناتِ واختصاره (إنزيم أدسل)، هو اضطرابٌ عصبي نادرٌ في عملياتِ الأيضِ ناتجٌ عن صبغةٍ جسديَّةٍ مُتنحِّيَةٍ، مسبِّبةً ظهورَ بورينات السكسينيل في البول والسائل النخاعي، وهما مادتان كيميائيَّتان، تشكَّلت المادة الأولى من مزيج مركبات (الإيكار) وهي: السكسينيل والإيميدازول الأميني والأُوكْساميد الكربوني والريبوسايد، واختصار هذا المركب الجديد هو (سايكا الريبوسايد أو السايكار)، وتشكلت الثانية من مركبين هما السكسينيل والأدينوسين، واختصاره (إس- أدو)، إذ إن هاتين المادتين في الأصل هما من مشتقات رَكِيزَتا إنزيم لَيَّازِ الأدينيلوسكسيناتِ (أدسل) وهما مركب سايكا الريبوتيد وحمض الأدينيلوسكسيناتِ ولكنهما منزوعتان من الفوسفات، كما أن إنزيم أدسل يحفز تفاعلاً مهما في مسارِ دي نوفو للتَّخليق ا لحيويِّ للبيورين، إذ يحفز إثنين من أهم التفاعلات في تخليق نيوكليوتيدات مركب البيورين، ويتضمن كلاهها على تفاعل حذف بَيْتَا (β) للفومارات (ملح حمض الفورميك) إمِّا لإنتاج مركبات (الإيكار): الإيميدازول الأميني والأُوكْساميد الكربوني والريبوسايد من مركب السايكار، أو إمَّا لإنتاج مركب الأدينوزين أحادي الفوسفات من مركب الإس- أدو.

## الأعراض
من علاماتِ وأعراضِ نقصِ إنزيمِ لَيَّازِ الأدينيلوسكسيناتِ ما يلي:
- السلوك العدواني.
- الصَّعل (أو صغر حجم الرأس).
- مرض التوحد.
- قِصَرُ الرَّأْس.
- نقص خفيف في تنسُّج المُخَيْخ.
- نوبات الصرع.

## الفِيزْيُولُوجْيا المَرَضِيَّة
إن نقصَ إنزيمِ لَيَّازِ الأدينيلوسكسيناتِ مسؤول عن مجموعة من الأعراض والتي تشمل اَلتَّخَلُّفَ النَفْسِيَّ الحَرَكِيَّ، وفي الغالب تكون مصحوبة بأعراض التَّوحد ونوبات الصَّرع، وهناك نظريتان شائعتان لتفسير تلك التأثيرات: تقول النظرية الأولى إن سببها هو انخفاضُ تركيزِ نيوكليوتيداتِ مركبِ البيورين اللازمةِ في البناء الحيوي لمركب البيورين، ولكن ذلك الانخفاض لم يظهر في مختلف العينات التي أُخذت من أنسجة مرضى نقص إنزيم أدسل، ربما لأن تلك البيورينات قد أُخذت من مسار إنقاذ البيورين. أما النظرية الثانية فتقول إن ذلك يُعزى إلى تكدُّس بورينات السكسينيل المتراكمة، مُشكِّلًا مادةً سامةً للأعصاب، ففي حالات الإصابة الشديدة تكون مستويات تركيز مركب سايكا الريبوسايد ومركب الإس- أدو قابلةً للمقارنةِ، وفي الحالات الأخف تزيد نسبة تركيز مركب الإس- أدو على ضعف نسبة حالات الإصابة الشديدة، في حين أن نسبة مركب سايكا الريبوسايد تبقى قابلةً للمقارنةِ.
[بحاجة لمصدر طبي]
وقد ركزت الدراسات الكميائية الحيوية على بروتينات إنزيم أدسل التي أُخذت من الأنواع غير البشرية، وقد اُستخدمت بنية الإنزيم من البروتين المتبلور في المُسْتحِرَّاوات التوغية (بكتيريا بحرية تعيش في درجة حرارة عالية) إلى جانب بيانات تسلسل الحمض النووي، وذلك لبناء نماذج التماثل لمجموعة من الكائنات المتنوعة الحية الأخرى، بما في ذلك إنزيم أدسل البشري. كما أُجريت مجموعة من الدراسات المتنوعة باستخدام الإنزيم المكافئ من بكتيريا تسمى العَصَوِيَّةٌ الرَقِيقَة، والتي تشترك مع الإنزيم البشري في الهوية بنسبة كبيرة وتتشابه معه أيضا في تسلسل الأحماض الأمينية ولكن بنسبة أقل، إذ أن نماذج التماثل المتراكبة على بعضها البعض تُظهر درجة عالية من التداخل بين الإنزيمات.
إن عائلة الإنزيمات التي ينتمي إليها أدسل تحفز تفاعلات حذف بَيْتَا (β) لمواد رباعية الوحدات -من ضمنها الفومارات- تتجانس مع أربعة أماكن نشطة تشكلت من بقايا الأحماض الأمينية المتواجدة في ثلاث وحدات فرعية مختلفة، ويُعرف الكثير عن الموقع النشط لإنزيم أدسل البشري والفضل يعود لدراسات المكان النشط في إنزيم أدسل للبكتيريا العَصَوِيَّةِ الرَقِيقَةِ، وذلك من خلال طفرات موقع المُوَجَّه ووضع علاماتٍ على التقارب، ورغم أن هناك تباينًا بين أنواع الكائنات الحية في تسلسل إنزيم أدسل إلا أن الموقع النشط للإنزيم يحتوي على عدَّةِ مخلفاتٍ محفوظة في تلك الأنواع والتي ثبت أنها مهمة لوظيفة الإنزيم، ويبدو أن كل من حمض الهِستيدين الأمينيّ 68 وحمض الهِستيدين الأمينيّ 141 يعملُ كحمضٍ عامٍ وكمحفزٍ أساسيٍ، وهما ضروريان في تحفيز ركيزة الأنزيم، بينما يُعزِّزُ حمض الهِستيدين الأمينيّ 89 ارتباط مجموعة الفُسْفُوريل الخاصة بركيزة الإنزيم كما تعمل على تحفيز وسيط الأدينيلوسكسينات، وتُحفَظ هذه الأحماض الثلاثة في ثمانيةٍ وعشرينِ نوعًا من الكائنات والتي بفضها عُرفت بنية إنزيم أدسل، ولقد ثبت أيضًا أن لغلُوتامات 275 ( ملح حمض الغلوتاميك) ولحمض لايسين الأميني268 مساهمات في الموقع النشط، إذ أنها أشارت إلى وجود أربعة مواقع نشطة، كل من هذه المواقع تنشأ من مناطق لثلاث وحدات فرعية، وغالبا ما تتباين الطفرات المسببة لنقص إنزيم أدسل من شخص لآخر، حيث اُكتشفت أكثُر من خمسين طفرة مختلفة في جِينِ إنزيم أدسل. 

## التشخيص
يتطلَّبُ تشخِيصُ نقصِ إنزيمِ لَيَّازِ الأدينيلوسكسيناتِ ما يلي:
- التصوير بالرنين المغناطيسي
- تحليل مادة بورينات السكسينيل في سوائل خارج الخلية مثل البلازما والسائل النخاعي والبول وذلك باستخدام تحليل الاستشراب (كروماتوغرافيا) لسوائِلَ عاليةِ الضغطِ، مع إجراءِ تحليلِ مِنْظَارِ الطَّيْف أو بدونه.
- إجراء اختبارات الجينات الوراثية على التسلسل الجيني للحمض النووي المكمل لجين إنزيم أدسل وتوصيف البروتينات الطَّافِرَة.

## العلاج
يمكن علاج لنقصِ إنزيمِ لَيَّازِ الأدينيلوسكسيناتِ عن طريق معالجة الصرع بمضادّات الاختلاج (نوبات الصرع) إضافة إلى ما يلي :
- تنظيم اليوردين وسكر الد-ريبوز.
- اتباع حمية الكيتو
- أخذ فيتامين الإس-أدينوسيل-إل-ميثيونين

## توقُّعات سير المرض
في العادة تكون نتائج توقعات سير المرض في الأطفال مستقرة إلا حديثي الولادة فإنها تكون قاتلة دائما، وفقًا لجوريكا وآخرون.